# ForgeLight
ForgeLight es un motor de juego MMO propietario desarrollado y utilizado por Daybreak Game Company (anteriormente Sony Online Entertainment). El motor ha sido utilizado en Free Realms, Clone Wars Adventures, PlanetSide 2, Landmark, EverQuest Next, H1Z1: Just Survive y H1Z1: King of the Kill. El motor fue nominado al premio a la Mejor Tecnología en los Game Developers Choice Awards de 2013.

## Características
El motor ForgeLight fue desarrollado inicialmente por Sony Online Entertainment para respaldar los juegos multijugador masivos en línea del estudio, aunque puede modificarse para admitir prácticamente cualquier tipo de juego multijugador en línea. Como tal, el motor soporta un alto número de jugadores, llegando hasta 2.000 en un único servidor de juego. Permite a los clientes del juego renderizar más de 200 jugadores simultáneamente sin sacrificar la calidad gráfica ni disminuir la tasa de fotogramas.
A diferencia de otros motores de juego, ForgeLight no utiliza zonas tradicionales para los entornos virtuales, sino que permite a los jugadores desplazarse por un mundo de juego continuo sin pantallas de carga entre áreas distintas. Los juegos que usan ForgeLight pueden ofrecer un alto nivel de animación facial por computadora y permiten a los jugadores cambiar las expresiones del personaje mediante entradas directas o mediante una cámara web.
El motor se basa en la API Nvidia PhysX, lo que le permite admitir simulación realista de vehículos, efectos de partículas y otras características basadas en físicas dentro del juego. También es compatible con efectos meteorológicos dinámicos, como tormentas que se desplazan de una región a otra y afectan tanto al entorno como a la jugabilidad.
Además, permite iluminación volumétrica, niebla volumétrica, sombras de nubes, reflejos dinámicos y radiosidad en tiempo real, así como un ciclo día/noche.
El motor ForgeLight es principalmente monohilo, pero fue modificado para ofrecer un mejor soporte a múltiples hilos antes del lanzamiento de juegos que usaban este motor en PlayStation 4 y Xbox One.
El renderizador del motor, que originalmente solo admitía DirectX 9, fue actualizado para ser compatible con DirectX 11 en PlanetSide 2. Las mecánicas y efectos visuales relacionados con el agua, incluyendo la física de flotación y la resistencia de los proyectiles en el agua, también son compatibles con el motor ForgeLight y fueron añadidas en una actualización de PlanetSide 2.

## Juegos que utilizan ForgeLight
- Free Realms (2009).
- Clone Wars Adventures (2010).
- PlanetSide 2 (2012).
- Just Survive (2015).
- EverQuest Next (2016).
- Landmark (2016).
- Z1 Battle Royale (2018).
- PlanetSide Arena (2019).